# Jacobs Dream
I Jacobs Dream  sono un gruppo musicale power metal statunitense formatosi a Columbus (Ohio) nel 1994.

Il loro stile musicale si ispira agli Iron Maiden con una spiccata tendenza al progressive metal, similmente ai primi lavori dei Queensrÿche dei Fates Warning, ma con delle sonorità più pesanti.

## Storia del gruppo
Inizialmente si formarono col nome di Iron Angel, ma essendoci già un altro gruppo che lo utilizzava, adottarono quello attuale.

La band, composta dai chitarristi John Berry e Jon Noble, dal bassista Patrik Depappe, dal batterista Gary Holtzman, dal tastierista Paul Whitt e dal cantante David Taylor,
nel 1996 realizzò un demo che arrivò a vendere più di tremila copie tra gli USA e l'Europa.

Grazie a ciò ottennero un contratto con l'etichetta discografica Metal Blade, che nel 2000 pubblicò il loro omonimo album, registrato con Holtzman alla chitarra e con una nuova sezione ritmica.
Lo stesso anno ebbero anche la possibilità di esibirsi sui palchi di due importanti festival come il Bang Your Head!!! ed il Wacken Open Air.

Nel 2001 uscì Theater of War che vide la partecipazione di due nuovi membri e nel 2005 pubblicarono il loro terzo disco che ancora una volta vide dei cambi nella formazione, tra cui il nuovo cantante Chaz Bond.
I cambi di formazione non giovarono alla band che si ritrovò senza contratto per l'album seguente che venne quindi auto-prodotto ed uscì nel 2008.
Successivamente però siglarono un accordo con la Retroactive Records che, a distanza di un anno dal precedente, pubblicò il loro quinto disco.
Nel 2013 hanno cominciato la registrazione di un nuovo album dal titolo Where Vultures Gather, ma sul finire dello stesso anno Bond ha lasciato il gruppo e, nella successiva primavera, il cantante Kevin Wright ne ha preso il posto.

## Formazione

### Formazione attuale
- Kevin Wright – voce (2014-oggi)
- John Berry – chitarra (1994-oggi)
- Jon Noble – chitarra (1994-1999, 2002-oggi)
- James Evans – basso (1997-oggi)
- Gary L. Holtzman – batteria (1994-1999, 2002-oggi), chitarra (2000)

### Ex componenti
- Patrick Depappe – basso (1994-1996)
- Rick May – batteria (2000)
- Billy Queen – batteria (2001-2002)
- Derek Eddleblute – chitarra (2001-2002)
- Paul Whitt – tastiere (1994-1996)
- David Taylor – voce (1994-2002)
- Chaz Bond – voce (2003-2013)

## Discografia
Album in studio
- 2000 - Jacobs Dream
- 2001 - Theater of War
- 2005 - Drama of the Ages
- 2008 - Dominion of Darkness
- 2009 - Beneath the Shadows

Demo
- 1996 - Jacobs Dream